# Edgerton (Kansas)
Edgerton – miasto w Stanach Zjednoczonych, w stanie Kansas, w hrabstwie Johnson.